# Гаагские правила
Гаагские правила (англ. Hague rules) — свод правил, положений, определяющих объём ответственности судовладельцев при перевозке грузов по коносаментам.
Гаагские правила были разработаны Международной ассоциацией юристов при участии Международной торговой палаты и предложены в сентябре 1921 года на конференции в Гааге. Позднее в них были внесены некоторые изменения и на дипломатических конференциях в Брюсселе 1922, 1923 и 1924 года они были рекомендованы как международные правила (Международная конвенция об унификации некоторых правил о коносаментах — Брюссельская конвенция 1924 года). Потребность в унифицированных правилах была вызвана необходимостью единообразного толкования условий коносаментов в условиях международного характера перевозок и участием в них широкого круга различных участников: судовладельцы, грузоотправители, грузополучатели, банки, страховщики.
В соответствии с Гаагскими правилами перевозчик обязан проявить должную заботливость, чтобы сделать судно мореходным, снарядить и снабдить его всем необходимым, надлежащим образом укомплектовать личным составом, обеспечить пригодность грузовых помещений для приёма, транспортирования и сохранности груза. В соответствии с Гаагскими правилами на перевозчика возлагаются обязанности грузить, укладывать, перевозить, сохранять и выгружать перевозимый груз надлежащим образом и с проявлением должной заботливости. Перевозчик обязан выдавать коносамент на определённом формуляре. Гаагскими правилами предусмотрено, что любой пункт, статья или условие в договоре перевозки, освобождающие перевозчика от ответственности за убытки, возникающие вследствие небрежности, вины или упущений последнего, или уменьшающие эту ответственность иным образом, чем это предусмотрено Гаагскими правилами, считаются недействительными и не имеют юридической силы и правовых последствий. Предусматривается, перевозчик может быть освобождён от ответственности за потери или убытки, явившиеся результатом обстоятельств непреодолимой силы: карантинных ограничений, военных действий, восстаний или гражданских волнений, скрытых недостатков груза и т.д.
По мере развития торгового мореплавания возникла необходимость уменьшить размеры изъятий из ответственности перевозчика, повысить их имущественную ответственность. Эти идеи были воплощены в ряде поправок и изменений Гаагских правил, оформленных Брюссельским протоколом в 1968 году.  Пересмотренные на конференции в Брюсселе правила известны как Правила Гаага-Висби.
Правила Гаага-Висби были существенно изменены Конвенцией ООН о морской перевозке грузов 1978 года, которая включает в себя так называемые Гамбургские правила. Последние были подготовлены ЮНСИТРАЛ и приняты конференцией ООН в Гамбурге 30 марта 1978 года. В соответствии с Гамбургскими правилами ответственность перевозчика за каждую грузовую единицу определяется из расчёта 2,5 СДР за каждый килограмм массы груза или 835 СДР за каждую грузовую единицу. Срок исковой давности — 2 года. Также существуют т.н. Роттердамские правила[en], или «Конвенция ООН по Контрактам полной или частичной международной перевозки грузов морем», которые во многом дополняют Правила Гаага-Висби и Гамбургские правила.